# Panderia
Panderia là chi thực vật có hoa trong họ Amaranthaceae.